# Muiderspoorbrug
De Muiderspoorbrug tussen Diemen en Weesp overspant het Amsterdam-Rijnkanaal en maakt deel uit van de spoorlijn Amsterdam - Zutphen en sinds 1993 tevens van de spoorlijn Weesp - Leiden. De eerste spoorbrug op deze locatie werd gebouwd in 1892 toen het Merwedekanaal werd aangelegd. Dit ging later op in het Amsterdam-Rijnkanaal. Op 13 september 1918 vond bij deze brug de treinramp bij Weesp plaats.
In verband met de verbreding van het kanaal in 1972 werd de oude brug vervangen door een nieuwe, hogere en langere, brug. In 1995 kwam er een tweede brug bij.

## Verdubbeling
De motivatie om de spoorbrug te verdubbelen van twee sporen naar vier sporen lag in het programma Rail 21. Visueel lijkt de tweede spoorbrug erg veel op de oude en is het een zogenaamde tweelingbrug, maar constructief gezien is hij wel degelijk anders. Aan de noordzijde van de brug is een fietspad gemaakt.

### Constructie
Constructief gezien werd de Schalkwijkse spoorbrug als uitgangspunt genomen. Het type brug is een verstijfde staafboogbrug, een buigstijve vakwerkligger op vier steunpunten, met bij de hoofdoverspanning een relatief lichte boog. De spatkrachten van de boog worden door de verstijvingsligger gedragen en niet opgevangen door een spanband. Omdat bij eerdere bruggen de hangers gingen trillen door de wind, zijn de hangers bij deze brug meer gedrongen en vierkant gemaakt.
Doordat de spoorstaven ingegoten in plaats van direct bevestigd zijn, maken de treinen op deze brug minder lawaai. Door voortschrijdende lastechniek konden veel verbindingen gelast worden in plaats van geklonken. Dit leverde een kostenbesparing van ongeveer 10% op. Er zijn twee typen staal toegepast, Fe 360D en Fe 510D.

## Afbeeldingen

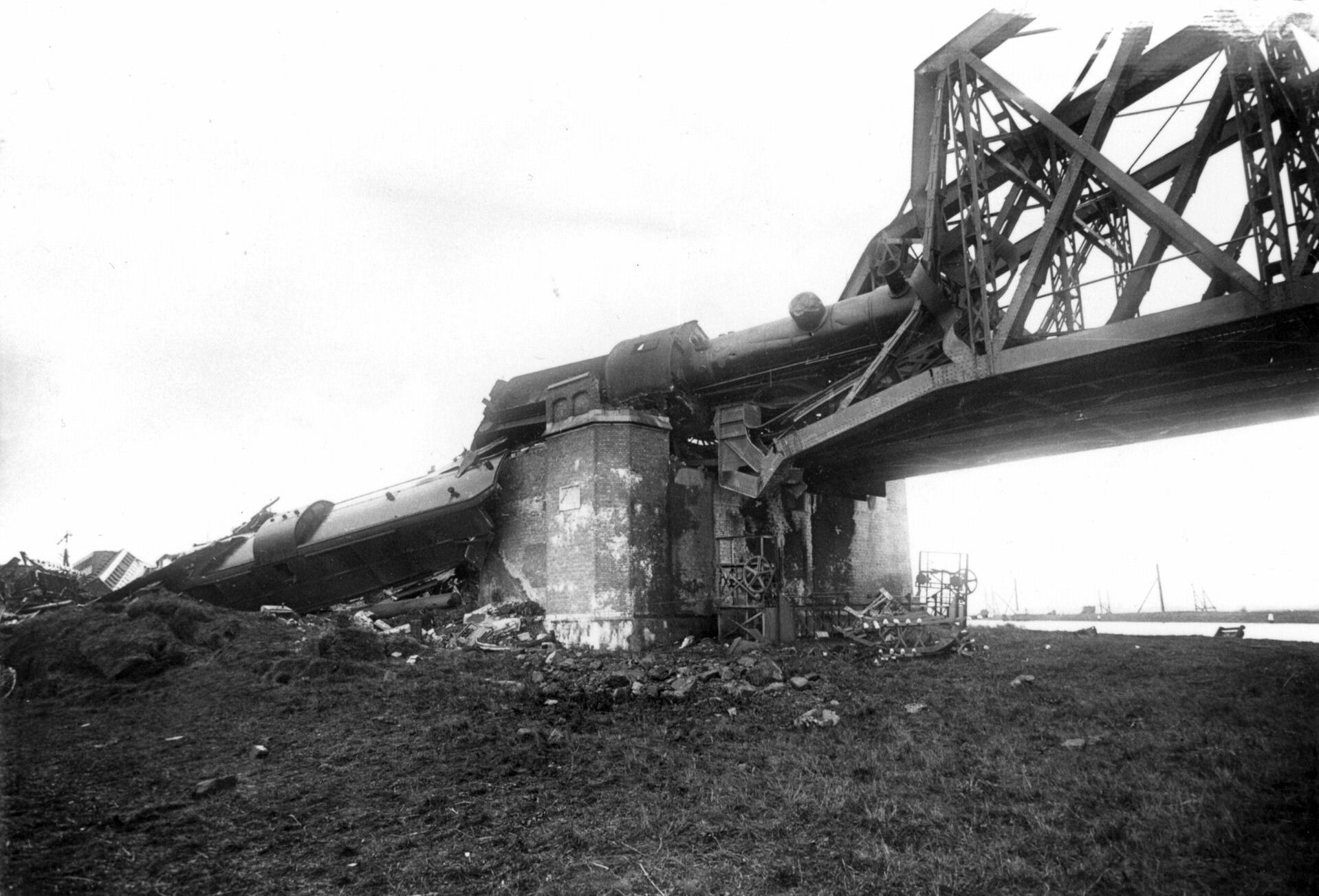
De oude spoorbrug in 1918 na de Treinramp bij Weesp.
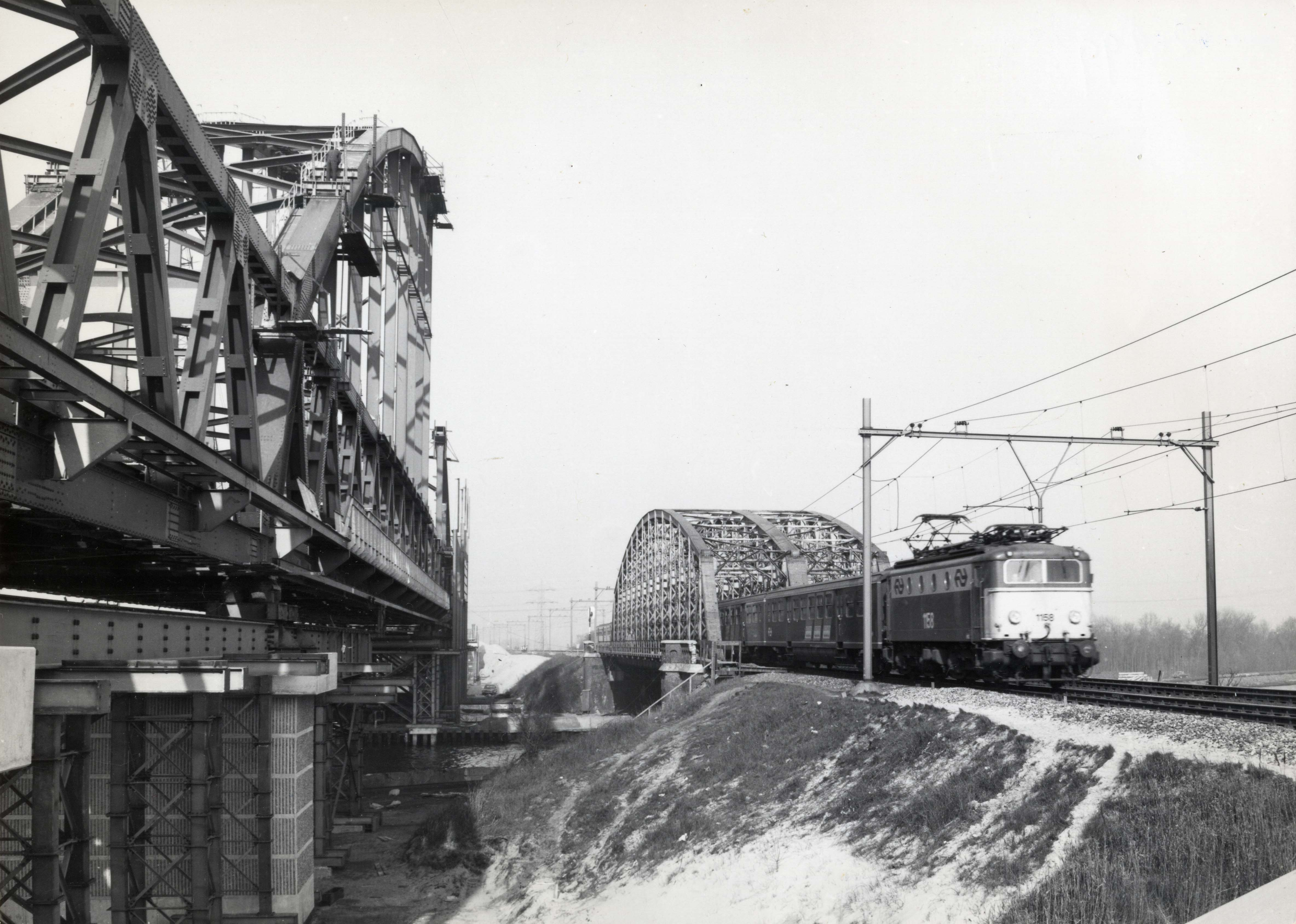
Locomotief serie 1100 over de oude spoorbrug. Links de nieuwe brug in aanbouw.